# Dessauer Marsch

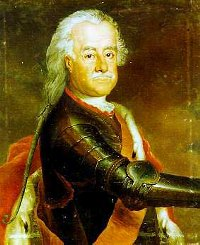
Leopold I. Anhaltsko-Desavský

Dessauer Marsch (Armeemarsch I, 1b) je pomalý pěší pochod.
Předpokládá se, že pochod pochází z Itálie. Melodie měla být hrána Leopoldu I. Anhaltsko-Desavskému po bitvě u Cassana roku 1705. Píseň se mu zalíbila natolik, že po bitvě u Turína ji nechal zahrát při vstupu do města. Pro tento pochod jsou charakteristická propracovaná sóla na trubku. Až do první světové války to byl prezentační pochod pěšího pluku Fürst Leopold von Anhalt-Dessau č. 75.